# 角斗士 (电影)
是一部2000年英美合拍的史詩電影，雷利·史考特執導，大衛·法蘭索尼編劇。由罗素·克劳、瓦昆·菲尼克斯、康妮·尼尔森、奧利佛·李德、戴瑞克·傑寇比、杰曼·翰苏、李察·哈里斯等人主演。劇情敘述羅馬帝國五賢君時期的末任君主馬爾庫斯·奧列里烏斯之子康莫德斯奪位，而将军麦希穆斯被其陷害沦为角鬥士，最终展開复仇的故事。
本片獲得第73屆奧斯卡金像獎12項提名，最終贏得最佳影片奖、最佳男主角獎、最佳服裝設計獎、最佳視覺效果獎、最佳音效獎等5項大獎。
2024年推出續集《神鬼戰士II》，史考特回歸執導。

## 劇情
罗马帝国“五贤君”时期，将軍麦希穆斯（罗素·克劳饰演）在征讨日尔曼的战役中立下奇功，受到老皇帝馬爾庫斯·奧列里烏斯（李察·哈里斯饰演）的重视与喜爱。奧列里烏斯属意将身后权柄交予麦希穆斯，再还政于元老院。不料野心勃勃的王子康莫德斯（瓦昆·菲尼克斯饰演）得知后，竟下毒手弑父篡位，并下令将拒绝效忠自己的麦希穆斯滅门。
麦希穆斯逃过了康莫德斯的捕杀，但家人全部遇害。他沦为奴隶，几经辗转被送到竞技场成为角鬥士供人娱乐。麦希穆斯凭借英勇的气魄和高超的武艺渐渐脱颖而出，终于晋级至罗马的大角鬥场，并在大競技场的第一战中沉着指挥以弱胜强，得到於皇帝面前競技的机会。康莫德斯见到麦希穆斯未死，惊骇无已，多次布置欲在竞技场上将其除掉，却始终未能得手，反令麦希穆斯在民众中声威大震，成为一股不可忽视的力量。
此时康莫德斯的残暴统治激起了帝国上层普遍的恐惧和不满，康莫德斯的姊姊露西拉（康妮·尼尔森饰演）与几名元老密谋颠覆，和麦希穆斯接洽并达成约定，将解救其出城发动兵变。康莫德斯闻讯后以外甥的性命相要挟，逼迫姐姐供出全部计划，然后命禁卫军夜袭角鬥士会馆，麦希穆斯被捕。
众叛亲离的康莫德斯欲在角鬥场上亲手杀死麦希穆斯以重拾威信。被暗算在先的麦希穆斯英勇奋战，最终与仇人康莫德斯同归于尽。

## 演員
| 演員                 | 角色                                                 |
| -------------------- | ---------------------------------------------------- |
| 罗素·克劳            | 罗马帝国将军麥希穆斯 Maximus                         |
| 瓦昆·菲尼克斯        | 罗马帝国皇帝康莫德斯 Commodus                        |
| 康妮·尼爾森          | 康莫德斯的姊姊露西拉 Lucilla                         |
| 奥利弗·里德          | 角鬥士帕西蒙 Proximo                                 |
| 李察·哈里斯          | 先罗马帝国皇帝馬爾庫斯·奧列里烏斯 Marcus Aurelius    |
| 戴瑞克·傑寇比        | 奎格斯议员 Gracchus                                  |
| 戴维·斯科菲尔德      | 佛可议员 Falco                                       |
| 约翰·沙鹏            | 蓋尔斯议员 Gaius                                     |
| 杰曼·翰苏            | 朱巴 Juba                                            |
| 托马斯·阿拉纳        | 昆塔斯将军 Quintus                                   |
| 羅夫·姆勒            | 哈根 Hagen                                           |
| 斯潘塞·特里特·克拉克 | 罗马帝国皇帝路奇烏斯·維魯斯與露西拉之子卢賽斯 Lucius |
| 戴维·海明斯          | 凯修斯 Cassius                                       |
| 汤米·弗拉纳根        | 西斯洛 Cicero                                        |
| 史文·欧尔·托尔森     | 虎霸 Tigris                                          |

## 与历史的差异
主角麥希穆斯，是以羅馬將軍Marcus Nonius Macrinus為原型。儘管與Macrinus一樣受奧列里烏斯信任，歷史上的Macrinus事業成功且安享晩年，而電影中的麥希穆斯則相當顛沛流離。但在奧列里烏斯病死時，康莫德斯應該是當時的“羅馬第一人”，他沒必要像電影一樣謀弑自己的父亲。
但奧列里烏斯駕崩之後，康莫德斯的才能未能駕馭這樣一個大國，引發帝國內部的不斷鬥爭與騷亂。在他死後，國家陷入了四年的內戰，最後才由塞普提米烏斯·塞維魯敉平群雄，建立塞維魯王朝。本部電影終了時，主角所言「讓國家回歸共和制度」的情況，在真實的歷史上並沒有發生。
在電影後半段，康莫德斯對於他的姊姊為了她的兒子的未來著想及情人麥希穆斯，想聯手他的軍隊和元老院的議員來個裡應外合，誅殺他，被皇帝識破以此威脅他的姊姊要與他生育下一代，來維持羅馬帝國血統純正的繼承人。在歷史學家看來，雖然他的姊姊為人風流，但對於想暗算自己的親人，他其實是絕不留情的，也沒有任何歷史考古加以證明，所以應該是不存在的。
影片中大多数的人物，在历史上都是确有其人，例如康莫德斯这个昏君兼暴君，也确实非常热爱角鬥运动，并给自己取名保罗斯，他亲自上场去屠杀长颈鹿和送死的奴隶长达13年，而他的父亲马卡斯·奧里勒斯是罗马史上的明君之一。他也确实有个相似作風的姐姐，在他杀死的大批忠臣，也的確有位名叫麥希穆斯受人爱戴的将军。

## 製作
主體拍攝於1999年2月1日開始，於英国和马耳他進行製作。

## 配乐
丽莎·杰勒德《我们自由了》（Now We Are Free）

## 奖项
第73屆奧斯卡金像獎
獲獎：
- 最佳影片奖
- 最佳男主角獎：羅素·克洛
- 最佳服裝設計獎
- 最佳視覺效果獎
- 最佳音效獎

提名：
- 最佳導演獎提名：雷利·史考特
- 最佳男配角獎提名：瓦昆·菲尼克斯
- 最佳原著劇本獎提名
- 最佳攝影獎提名
- 最佳原創配樂獎提名
- 最佳影片剪輯獎提名
- 最佳藝術指導獎提名

第58届金球奖
最佳剧情片
最佳电影配乐
英国电影学院奖
最佳影片
最佳摄影
最佳剪辑
最佳艺术指导

## 外部連結
- 開眼電影網上《神鬼戰士》的資料（繁體中文）
- 豆瓣电影上《角斗士》的資料 （简体中文）
- 时光网上《角斗士》的資料（简体中文）
- AllMovie上《角斗士》的资料（英文）
- 爛番茄上《角斗士》的資料（英文）
- Box Office Mojo上《角斗士》的資料（英文）
- Metacritic上《角斗士》的資料（英文）
- 互联网电影数据库（IMDb）上《角斗士》的资料（英文）